# Hossein Salami
Hossein Salami (en persan : حسین سلامی), né en 1960 à Golpayegan (Iran) et mort le 13 juin 2025 à Téhéran (Iran), est un officier iranien, commandant en chef du Corps des gardiens de la révolution islamique,,. 
Il rejoint le Corps des gardiens de la révolution islamique (CGRI) pendant la guerre Iran-Irak, alors qu'il est étudiant à l'université. Il gravit les échelons et devient commandant adjoint. Le 21 avril 2019, le guide suprême de l'Iran, Ali Khamenei, le nomme nouveau commandant en chef du Corps des gardiens de la révolution islamique, en remplacement du général Mohammad Ali Jafari.
Salami se distingue parmi les commandants du CGRI par ses discours enflammés et agressifs à l'encontre des États-Unis, d'Israël et de l'Arabie saoudite. Selon le chercheur Mehdi Khalaji, il s'appuie sur « le contournement innovant des sanctions économiques, le développement du programme de missiles iranien et le maintien de la politique régionale provocatrice du régime ».
Il meurt le 13 juin 2025, lors de l'opération israélienne Lion dressé.

## Biographie

### Jeunesse
Salami est né en 1960 à Golpayegan, près de Isfahan, qui faisait alors partie de l'État impérial d'Iran. En 1978, il est admis au département d'ingénierie mécanique de l'université des sciences et technologies d'Iran. Au début de la guerre Iran-Irak, il rejoint le Corps des gardiens de la révolution islamique. Après la guerre, il poursuit ses études et obtient une maîtrise en gestion de la défense.

### Carrière
Après avoir rejoint le CGRI au début de la guerre Iran-Irak, Hossein Salami gravit les échelons, devenant commandant adjoint. Le 21 avril 2019, Ali Khamenei le nomme nouveau commandant en chef du CGRI, en remplacement de Mohammad Ali Jafari, qui occupait ce poste depuis septembre 2007.
Le 7 janvier 2020, Hossein Salami prend la parole lors des funérailles de son compagnon d'armes et subordonné de la Force Al-Qods du CGRI, Qassem Soleimani, tué le vendredi précédent près de l'aéroport international de Bagdad en Irak par une frappe aérienne américaine : « Je prononce le dernier mot dès le début : nous nous vengerons. Nous prendrons notre revanche, une revanche qui sera dure, forte, décisive et définitive, et qui leur fera regretter »,.
Après que des missiles CGRI aient abattu le vol PS752 de l'UIA, le 8 janvier 2020, Hossein Salami se rend le 13 janvier au Parlement iranien et déclare : « Nous avons commis une erreur. Certains de nos compatriotes sont tombés en martyrs à cause de notre erreur, mais ce n'était pas intentionnel... De toute ma vie, je n'ai jamais été aussi désolé que maintenant. Jamais... J'aurais aimé être à bord et brûler avec eux... Que Dieu nous pardonne et qu'ensuite le peuple iranien et les familles des victimes nous pardonnent. Et nous, pour cet incident, nous étions d'autant plus déterminés à nous rattraper ».
Le 5 mars 2020, il déclare, en faisant référence au COVID-19, que « nous avons maintenant affaire à une guerre biologique ». Il affirme qu'il « pourrait s'agir d'un produit de la guerre biologique américaine ». Cette théorie est amplifiée le 8 mars par la chaîne publique Press TV, laquelle accuse également Israël d'être derrière la maladie.
Au milieu des manifestations après la mort de Mahsa Amini, Hossein Salami, qui s'exprime lors des funérailles des victimes tuées dans une attaque terroriste de Daesh, déclare: « Ce plan sinistre est un plan élaboré ... par la Maison-Blanche et le régime sioniste », tout en proclamant : « Ne descendez pas dans la rue. Aujourd'hui est le dernier jour des émeutes » et ajoute : « Ne vendez pas votre honneur à l'Amérique et ne giflez pas les forces de sécurité qui vous défendent ».
Parmi les commandants des gardiens de la révolution, il se distingue par ses discours enflammés et agressifs à l'encontre des États-Unis, d'Israël et de l'Arabie saoudite. Par exemple, lors d'un discours à la télévision iranienne, Salami aurait déclaré : « Nous avons l'intention de briser l'Amérique : Nous prévoyons de briser l'Amérique, Israël et leurs partenaires et alliés. Nos forces terrestres devraient nettoyer la planète de la saleté de leur existence ».
En janvier 2019, il déclare : « Nous les combattrons au niveau mondial, pas seulement à un endroit. Notre guerre n'est pas une guerre locale. Nous avons des plans pour vaincre les puissances mondiales ».

### Mort
Il meurt le 13 juin 2025, lors de l'opération Lion dressé menée par Israël. Sa mort est confirmée par les Iraniens. D'autres responsables militaires importants sont tués dans la même opération, notamment le général Gholam Ali Rashid, ainsi que le chef d’état-major iranien, Mohammad Hussein Baqeri,.

## Réactions au conflit à Gaza
En 2024, pendant la guerre entre Israël et le Hamas, Hossein Salami déclare : 
« Regardez les scènes de crime à Gaza. C'est le vrai visage de la civilisation occidentale qui veut transférer cette culture au monde entier dans le phénomène de la mondialisation. La cruauté, la guerre, la sédition, le feu et le sang sont les principaux éléments de l'identité culturelle du monde occidental. Les États-Unis ont pris pour cible l'ensemble du monde islamique... Ils cherchent à dominer tous les musulmans, à détourner leurs identités culturelles et à s'emparer de leurs richesses. Tous les musulmans sont donc dans le même bateau. Si l'ennemi parvient à s'infiltrer dans un État musulman, il continuera avec les autres. Il faut donc barrer la route aux agresseurs pour qu'ils puissent exercer leur domination. Le djihad pour la libération des musulmans qui sont sous le contrôle des Taghut est la responsabilité et la mission la plus attrayante et la plus belle pour nous, le Corps des gardiens de la révolution islamique. »

## Sanctions
Avec la résolution 1747 du Conseil de sécurité des Nations unies, des sanctions lui sont imposées en mars 2007,.
Le 8 avril 2019, les États-Unis imposent des sanctions économiques et de voyage au CGRI et aux organisations, entreprises et individus qui leur sont affiliés. Hossein Salami déclare que le CGRI est fier que Washington l'ait désigné comme un groupe terroriste. Il a ensuite été remarqué que Salami avait été inclus dans la liste des sanctions car il avait été promu le 21 avril commandant du CGRI.
Le 3 octobre 2022, Hossein Salami est inclus dans une liste de sanctions canadiennes qui comprenait 9 entités iraniennes et 25 hauts fonctionnaires. Les sanctions sont prises en réaction à la mort de Mahsa Amini et à la persécution des manifestants lors des manifestations de grande ampleur qui ont suivi.